# Dezember 2015
Portal Geschichte | Portal Biografien | Aktuelle Ereignisse | Jahreskalender | Tagesartikel

◄ |
20. Jahrhundert |
21. Jahrhundert

◄ |
1980er |
1990er |
2000er |
2010er
| 2020er | 2030er | 2040er

◄ |
2011 |
2012 |
2013 |
2014 |
2015
| 2016 | 2017 | 2018 | 2019 | ►

◄ |
September 2015 |
Oktober 2015 |
November 2015 |
Dezember 2015 |
Januar 2016 |
Februar 2016 |
März 2016 |
►
Dieser Artikel behandelt tagesbezogene Nachrichten und Ereignisse im Dezember 2015.

## Tagesgeschehen

### Dienstag, 1. Dezember 2015
- Peking/China: In Peking leiden die Menschen unter den Auswirkungen von Smog, dessen Konzentration 24 Mal so hoch ist wie von der Weltgesundheitsorganisation empfohlen. Daher werden rund 1000 Fabriken vorübergehend geschlossen, um die Luftbelastung mit Schadstoffen für die Bevölkerung zu minimieren.[1]

### Mittwoch, 2. Dezember 2015
- Brüssel/Belgien: Die Außenminister der NATO-Staaten sprechen eine offizielle Einladung an Montenegro aus, dem Bündnis beizutreten. Russland, mit dem Montenegro politisch und wirtschaftlich eng verbunden ist, kritisiert diesen Schritt.[2]
- Chennai/Indien: Nach den stärksten Regenfällen seit mehr als hundert Jahren stehen große Gebiete im Süden Indiens unter Wasser. 186 Menschen kommen bisher ums Leben, mehr als 200.000 Menschen müssen im Bundesstaat Tamil Nadu vor den Fluten fliehen und ihre Häuser verlassen.[3]
- Kairo/Ägypten: Die liberale und säkulare Partei der Freien Ägypter wird bei den Parlamentswahlen stärkste Kraft.[4]
- Paris/Frankreich: Französische Behörden schließen erstmals drei Moscheen, weil in ihnen radikale Ansichten gepredigt worden sind. Eine nicht genehmigte Koranschule in einer der drei Moscheen wird ebenfalls geschlossen. Rechtliche Grundlage für die Schließungen ist der seit den Terroranschlägen von Paris im vergangenen Monat verhängte Ausnahmezustand.[5]
- San Bernardino/Vereinigte Staaten: Bei einem Attentat auf eine Weihnachtsfeier der Organisation Inland Regional Center werden 14 Menschen getötet und 21 weitere verletzt. Die US-amerikanische Bundespolizei FBI stuft die Tat zwei Tage später als Terroranschlag ein.[6]

### Donnerstag, 3. Dezember 2015

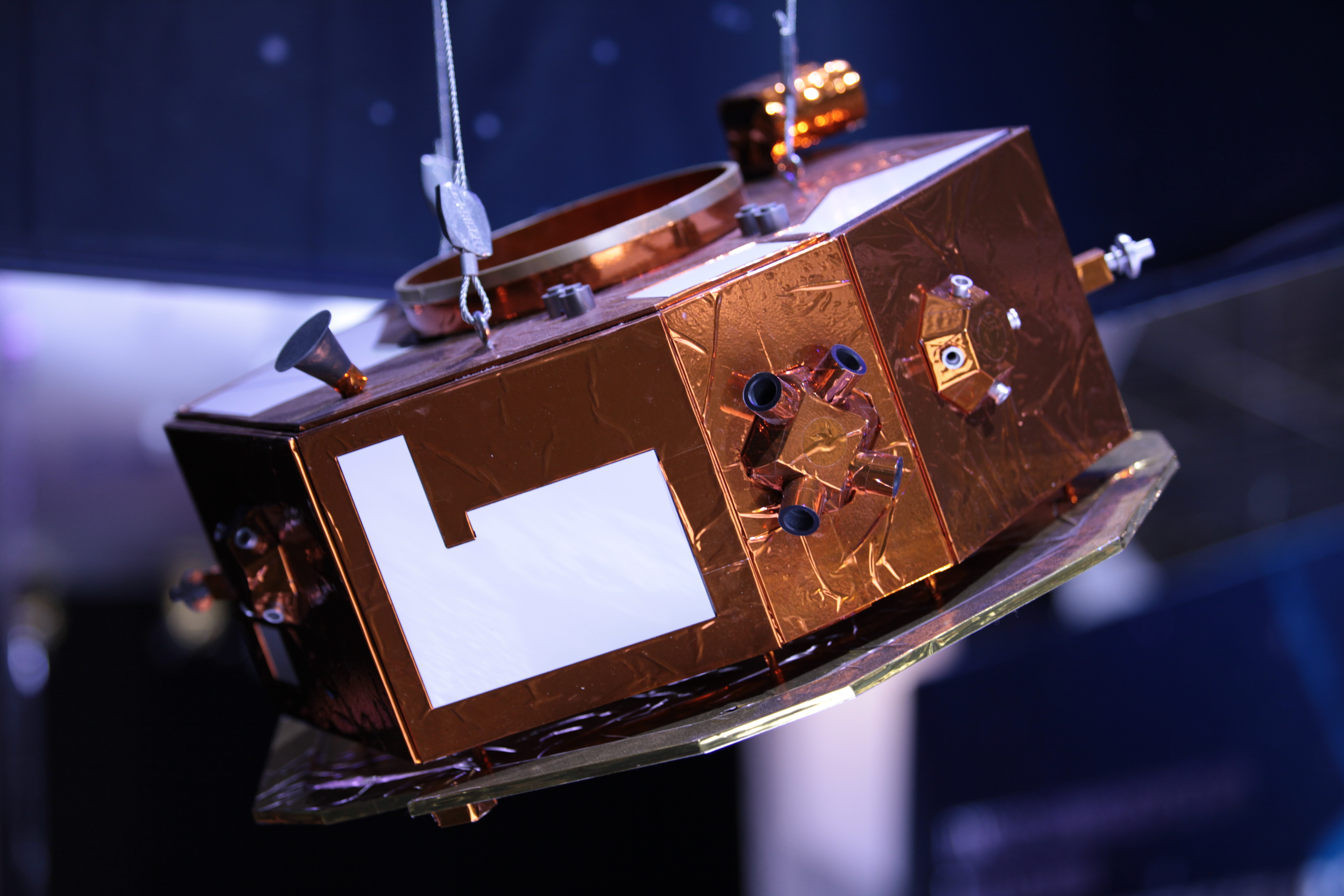
Modell der Sonde LISA Pathfinder

- Kopenhagen/Dänemark: In einem Referendum über den Verbleib in der EU-Polizeibehörde Europol entscheiden sich 53,1 Prozent der Wähler gegen eine engere Zusammenarbeit mit den europäischen Sicherheits- und Polizeibehörden. Die Wahlbeteiligung liegt bei 72 Prozent.[7][8]
- Kourou/Französisch-Guayana: Der Forschungssatellit LISA Pathfinder der ESA, der zur Erkundung von Gravitationswellen genutzt werden soll, startet vom Weltraumbahnhof Centre Spatial Guyanais.[9]
- Victoria/Seychellen: Bei den Präsidentschaftswahlen verpasst Amtsinhaber James Alix Michel einen Sieg in der ersten Runde knapp, sodass es zum ersten Mal in der Geschichte des Landes zu einer Stichwahl kommen wird, in welcher die Wähler zwischen ihm und Oppositionsführer Wavel Ramkalawan abstimmen werden.[10]
- Zürich/Schweiz: Auf Ersuchen des US-Justizministeriums werden im Luxushotel Baur au Lac am Morgen vor einer dort anberaumten Sitzung des FIFA-Exekutivkomitees zwei seiner Vizepräsidenten, Juan Ángel Napout (Präsident CONMEBOL) und Alfredo Hawit (Präsident CONCACAF), wegen des Verdachts der Bestechlichkeit in Auslieferungshaft genommen.[11]

### Freitag, 4. Dezember 2015

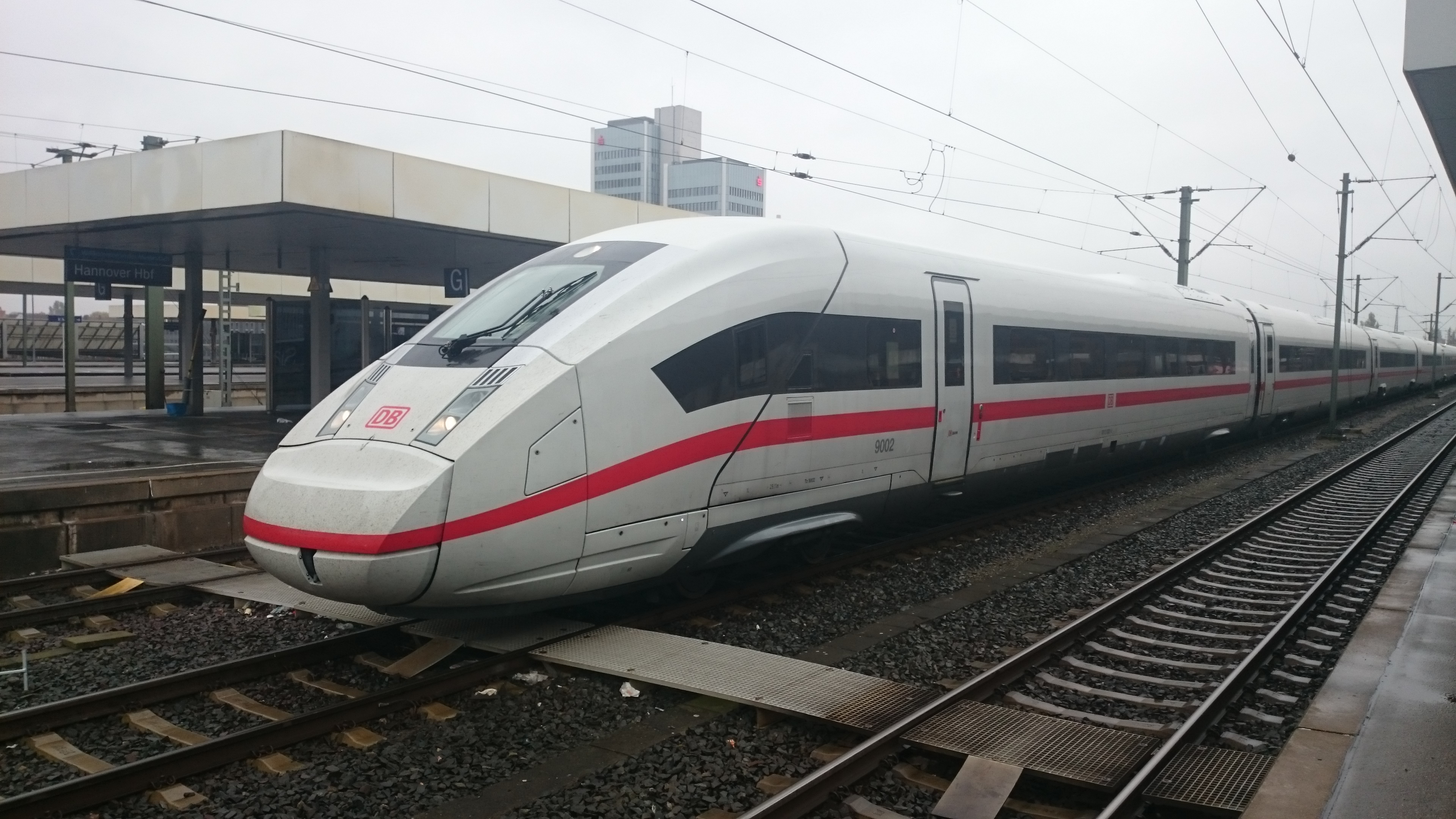
ICE 4

- Baku/Aserbaidschan: Bei einem Brand auf einer Ölplattform der staatlichen SOCAR im Gunashli-Ölfeld im Kaspischen Meer werden zwei Arbeiter getötet und weitere 29 vermisst.[12]
- Berlin/Deutschland: Der Deutsche Bundestag erteilt dem Bundeswehreinsatz in Syrien, bei dem bis zu 1200 Bundeswehrsoldaten eingesetzt werden können, mit 445 Ja- bei 146 Neinstimmen ein Mandat.[13]
- Berlin/Deutschland: Der Dunkelbraune Kugelspringer wird zum Insekt des Jahres gekürt.[14]
- Berlin/Deutschland: Der Vorstandsvorsitzende der Deutschen Bahn, Rüdiger Grube, stellt den neuen ICE 4 (Baureihe 412) offiziell vor.[15]
- Weener/Deutschland: Durch eine Kollision des Seeschiffs Emsmoon mit der Friesenbrücke wird diese schwer beschädigt. Der Zugverkehr auf der Bahnstrecke Leer–Groningen ist auf unbestimmte Zeit unterbrochen.[16]

### Samstag, 5. Dezember 2015
- Bogotá/Kolumbien: Staatspräsident Juan Manuel Santos gibt bekannt, ein Team internationaler Experten des Nationalen Archäologischen Instituts und der kolumbianischen Marine habe bereits am 27. November 2015 das Wrack des vor 307 Jahren gesunkenen spanischen Linienschiffes San José mithilfe von Ultraschall nahe der Halbinsel Barú vor Cartagena entdeckt und zweifelsfrei identifizieren können. Es wird verkündet, dass in Cartagena ein Museum gebaut werden soll, um den geladenen Schatz nach dessen Bergung auszustellen.[17][18][19]
- N’Djamena/Tschad: Bei drei Selbstmordanschlägen auf den Markt in Loulou Fou auf der kleinen Insel Koulfoua im Tschadsee werden mindestens 30 Menschen getötet und rund 80 weitere verletzt. Es wird vermutet, dass die Terrormiliz Boko Haram für die Anschläge verantwortlich ist.[20][21]

### Sonntag, 6. Dezember 2015
- Aden/Jemen: Bei einem Autobombenanschlag im Gouvernement ʿAdan wird der Gouverneur General Dschaafar Mohammed Saad zusammen mit sechs Begleitern getötet. Die Terrororganisation Islamischer Staat (IS) bekennt sich zu dem Anschlag.[22]
- Caracas/Venezuela: Das oppositionelle Bündnis Mesa de la Unidad Democrática gewinnt die Parlamentswahlen. Venezuelas Machthaber Nicolás Maduro will die sozialistischen Reformen gegen die „Konterrevolution“ verteidigen.[23]
- Carlisle/Großbritannien: Durch den Sturm Desmond kommt es in Cumbria zu schweren Überschwemmungen. Stromausfälle betreffen in Lancaster rund 55.000 Haushalte. Die RNLI und die britischen Streitkräfte unterstützen die Hilfsmaßnahmen.[24]
- Jerewan/Armenien: Ein von Präsident Sersch Sargsjan initiiertes Referendum über eine Verfassungsänderung, welche ihm mehr Macht bringen könnte, wird von den Stimmberechtigten angenommen. In der armenischen Hauptstadt protestieren Hunderte friedlich gegen die Verfassungsänderung.[25]
- Paris/Frankreich: In der ersten Runde der Regionalwahlen gelingt dem als rechtsextrem geltenden Front National unter Marine Le Pen ein historischer Sieg.[26]
- Roding/Deutschland: In einem Geflügelbetrieb wird das H5N2-Virus (Geflügelpest) nachgewiesen. 13.000 Hühner, Enten, Puten und Gänse müssen vorsorglich gekeult werden.[27]

### Montag, 7. Dezember 2015
- Bagdad/Irak: Der irakische Ministerpräsident Haider al-Abadi stellt der Türkei ein Ultimatum, die am 5. Dezember 2015 entsandten 150 türkischen Soldaten und rund 20 Panzerfahrzeuge in Baschika in der Autonomen Region Kurdistan abzuziehen und bittet die NATO, ihren Einfluss geltend zu machen. Die Türkei erklärt, die Truppenverstärkung sei weiterhin Teil einer Ausbildungsmission für sunnitisch-arabische Milizen für den Kampf gegen die Terrororganisation Islamischer Staat (IS).[28][29]
- Bath/Vereinigte Staaten: Das erste Schiff einer neuen Zerstörer-Klasse der US Navy, die USS Zumwalt, wird erstmals auf offener See getestet.[30][31] Sie steht unter dem Kommando von Kapitän James A. Kirk.[32]
- Riga/Lettland: Die lettische Ministerpräsidentin Laimdota Straujuma tritt wegen regierungsinternen Streitigkeiten von ihrem Amt zurück.[33]
- Rotherham/Vereinigtes Königreich: Ein Gerichtsverfahren wegen jahrelangen sexuellen Missbrauchs von Kindern und Jugendlichen beginnt. Es geht um rund 1400 Betroffene, der Zeitraum der Taten umfasst die Jahre 1997 bis 2013.[34]

### Dienstag, 8. Dezember 2015
- San Francisco/Vereinigte Staaten: Das KI-Unternehmen OpenAI wird von Sam Altman, Greg Brockman, Elon Musk und Ilya Sutskever gegründet.[35]
- Vatikanstadt: Papst Franziskus öffnet die Heilige Pforte und ruft das Heilige Jahr der Barmherzigkeit aus. Als Beitrag zum Weltklimagipfel findet am Petersdom die Licht-Video-Installation Fiat Lux statt.[36]

### Mittwoch, 9. Dezember 2015

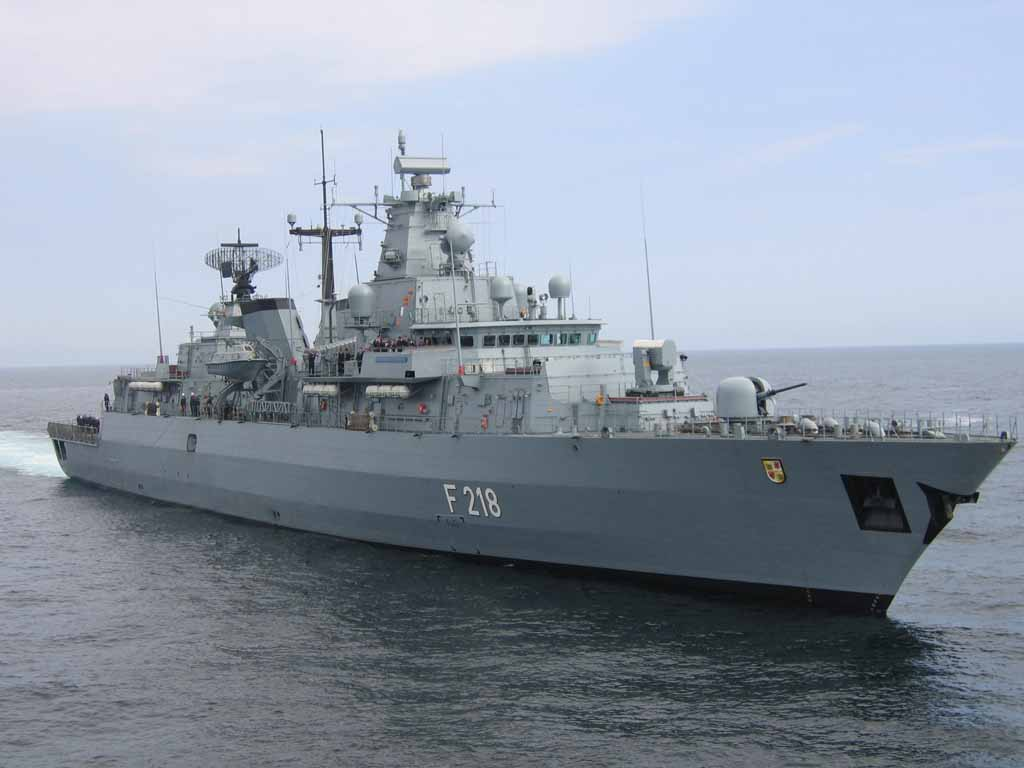
Fregatte Mecklenburg-Vorpommern

- Bern/Schweiz: Die Gesamterneuerungswahlen des Bundesrates finden statt. Die Vereinigte Bundesversammlung wählt die Schweizer Regierung, den Bundesrat, für die Amtszeit zwischen 2016 und 2019. Dabei bekommt die Schweizer Volkspartei (SVP) mit dem Abgeordneten Guy Parmelin einen Sitz mehr, da dieser für die zurückgetretene Eveline Widmer-Schlumpf in die Regierung einzieht.[37]
- Rendsburg/Deutschland: Auf dem Nord-Ostsee-Kanal bei Schülp kollidiert die Fregatte Mecklenburg-Vorpommern mit dem unter zypriotischer Flagge fahrenden Containerschiff Nordic Bremen des Typs SSW Super 1000. Dabei wird der Bug der deutschen Fregatte schwer beschädigt.[38]

### Donnerstag, 10. Dezember 2015
- İncirlik/Türkei: Mit der Ankunft von zwei Tornado-Aufklärungsflugzeugen und einer A400M beginnt das deutsche Engagement im Rahmen der Operation Inherent Resolve gegen den IS in Syrien. Die Beteiligung erfolgt ohne robustes Mandat der UN.[39]
- Riad/Saudi-Arabien: In der saudischen Hauptstadt einigt sich die zersplitterte syrische Opposition bei einer Konferenz auf einen Acht-Punkte-Katalog zur Zukunft des Landes. Nach diesem soll Syrien als demokratischer, ziviler und pluralistischer Rechtsstaat unter neuer Führung aufgebaut werden.[40]

### Freitag, 11. Dezember 2015
- Banjul/Gambia: Präsident Yahya Jammeh erklärt Gambia zu einer Islamischen Republik. Ousainou Darboe von der oppositionellen Vereinigten Demokratischen Partei (UDP) stellt fest, dass hierfür eine „verfassungsmäßige Grundlage“ fehle und diese Erklärung daher „nicht gesetzmäßig“ sei.[41]
- Benalmádena/Spanien: Die spanische Guardia Civil nimmt den britischen Drogenboss Robert Dawes fest und liefert ihn nach Frankreich aus.[42]
- Bujumbura/Burundi: Bei einem Angriff bewaffneter Aufständischer auf Kasernen der burundischen Streitkräfte und anschließenden Schusswechseln in mehreren Stadtvierteln der Hauptstadt kommen mindestens 87 Personen ums Leben. Als Reaktion auf den erneuten Gewaltausbruch streichen die nationalen Fluggesellschaften von Kenia, Ruanda und Äthiopien ihre Verbindungen nach Burundi.[43][44]
- Wilmington/Vereinigte Staaten: Die US-amerikanischen Chemiekonzerne Dow Chemical und DuPont kündigen ihre Fusion an. Nach dieser soll das neue Gesamtunternehmen in drei Bereiche aufgespalten werden.[45]
- Wiesbaden/Deutschland: „Flüchtlinge“ lautet für die Gesellschaft für deutsche Sprache das Wort des Jahres in Deutschland.[46]

### Samstag, 12. Dezember 2015

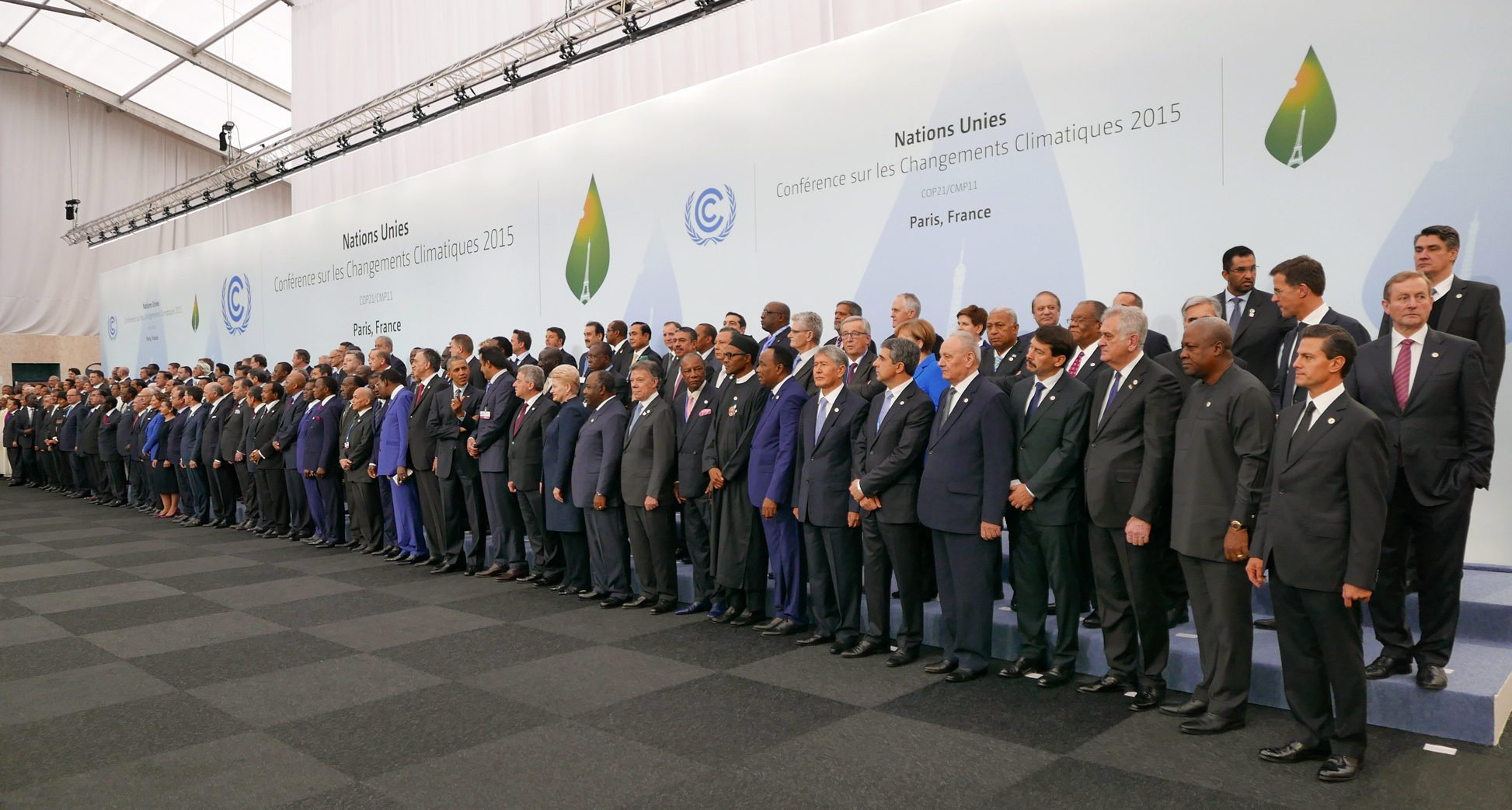
Vertreter der Staaten bei der UN-Klimakonferenz in Paris 2015

- Astana/Kasachstan: Mit dem früheren kasachischen Ministerpräsidenten Serik Achmetow wird in einem Korruptionsverfahren erstmals ein ranghoher Politiker zu einer Gefängnisstrafe verurteilt. Achmetow beteuert dagegen seine Unschuld.[47]
- Berlin/Deutschland: Der Spielfilm Ewige Jugend des italienischen Regisseurs Paolo Sorrentino wird beim 28. Europäischen Filmpreis als bester europäischer Film ausgezeichnet.[48]
- Genf/Schweiz: Im Large Hadron Collider (deutsch Großer Hadronen-Speicherring) beobachten Forscher erstmals einen Verstoß gegen das Prinzip der physikalischen Superposition, als zwei Photonen anstatt einander zu durchdringen miteinander kollidieren. Werner Heisenberg und Hans Euler beschrieben dieses Phänomen 1936 in der Theorie.[49]
- Paris/Frankreich: Zum Ende der UN-Klimakonferenz in Paris verkündet der französische Außenminister Laurent Fabius die Einigung auf ein neues Klimaschutzabkommen, an dem erstmals fast alle Länder der Welt beteiligt sind.[50]
- Riad/Saudi-Arabien: Erstmals dürfen bei saudischen Gemeinderatswahlen auch Frauen wählen. Saudi-Arabien ist damit das letzte Land der Welt, welches das Frauenwahlrecht einführt. Insgesamt 17 Frauen werden in verschiedene kommunale Räte, unter anderem in Riad, Dschidda und Mekka, gewählt. Die Gemeinderäte verfügen allerdings nur über geringen politischen Einfluss auf lokaler Ebene, ein Drittel der Mitglieder wird überdies von der Regierung bestimmt. Diese Gemeinderäte stellen die einzigen wählbaren Gremien in der absoluten Monarchie dar.[51]

### Sonntag, 13. Dezember 2015
- Bangui/Zentralafrikanische Republik: Ein Verfassungsreferendum, das die Machtbefugnisse des Präsidenten zugunsten des Parlaments und damit einen Weg aus der politischen Übergangsphase nach Bürgerkrieg und dem erzwungenen Rücktritt des früheren Machthabers Michel Djotodia ebnen soll, wird von Gewaltausbrüchen überschattet, bei denen mindestens zwei Personen sterben und weitere 20 verletzt werden.[52]
- Borissoglebsk/Russische Föderation: Bei einem Großbrand in einer neuropsychiatrischen Klinik im Ort Alferowka bei Nowochopjorsk in der Oblast Woronesch kommen 23 Patienten ums Leben.[53]
- Parachinar/Pakistan: Bei einem Bombenanschlag auf einen Marktplatz in den Stammesgebieten an der Grenze zu Afghanistan werden 24 Menschen getötet und über 50 verletzt. Zu dem Anschlag bekennt sich die dschihadistische Organisation Lashkar-e-Jhangvi.[54]
- Paris/Frankreich: Absprachen und Kandidatenrückzüge der Sozialisten zugunsten der Republikaner verhindern einen erneuten Triumph des Front National in der zweiten Runde der Regionalwahlen, der dadurch in keiner Region die Mehrheit erringen kann.[55]
- Rom/Italien: Vor dem Hintergrund des Erstarkens der Terrororganisation Islamischer Staat im Raum Sirte in dem in zwei Machtbereiche zerfallenen Libyen, versucht Italien, mit einer internationalen Libyen-Konferenz dem dortigen Friedensprozess neuen Schwung zu verleihen.[56]

### Montag, 14. Dezember 2015
- Belgrad/Serbien: Zwischen der Europäischen Union und Serbien beginnen Beitrittsgespräche Serbiens zur EU.[57]
- Peking/China: Vor dem Mittleren Volksgericht Nr. 2 wird der Prozess gegen den chinesischen Rechtsanwalt und Menschenrechtler Pu Zhiqiang eröffnet, weil dieser sich auf dem Kurznachrichtendienst Sina Weibo sarkastisch gegen die Zentralregierung geäußert hatte. Dabei kommt es zu Auseinandersetzungen zwischen einheimischen Unterstützern, ausländischen Presseleuten und Diplomaten sowie den Sicherheitskräften, da aufgrund der angeblichen Überfüllung des Gerichtssaales keine Prozessbeobachter eingelassen werden können.[58]

### Dienstag, 15. Dezember 2015
- Nairobi/Kenia: Die dreitägige 10. Ministerkonferenz der Welthandelsorganisation (WTO) beginnt.[59]
- Wellington/Neuseeland: Nach dem ersten Flaggenreferendum steht nach einem Wettbewerb mit dem Entwurf der schwarz-weiß-blauen Silberfarn-Flagge von Kyle Lockwood der Herausforderer gegen die jetzige Nationalflagge auf Basis der Blue Ensign für das zweite Referendum im März 2016 fest.[60]

### Mittwoch, 16. Dezember 2015
- Ahrensfelde/Deutschland: Im Ortsteil Blumberg nimmt die neue Anti-Terror-Einheit BFE+ mit rund 50 Beamten ihren Dienst auf. Künftig soll sie die GSG 9 der Bundespolizei unterstützen.[61]
- Batam/Indonesien: Nach dem Zusammenstoß mit dem Chemietanker Stolt Commitment der Reederei Stolt-Nielsen sinkt der Öltanker Thorco Cloud der dänischen Reederei Thorco Shipping.[62]
- Den Haag/Niederlande: Der Internationale Gerichtshof (IGH) entscheidet im jahrelangen Grenzstreit zwischen Costa Rica und Nicaragua, dass die Insel Calero zum Staatsgebiet von Costa Rica gehört und Nicaragua Reparationszahlungen leisten müsse. Der IGH beruft sich dabei auf ein Abkommen beider Staaten von 1858. Nicaragua hatte 2010 die unbewohnte Insel besetzt.[63]
- Geldermalsen/Niederlande: Eine Stadtratsdiskussion zur Unterbringung von rund 1500 Flüchtlingen muss am Abend abgebrochen werden, nachdem Hunderte Randalierer versuchen, das Gebäude zu stürmen. Sicherheitskräfte werden unter anderem mit Bierflaschen und Feuerwerkskörpern beworfen und feuern Warnschüsse ab, um die Situation unter Kontrolle zu bekommen. An den bislang heftigsten Anti-Flüchtlings-Protesten in den Niederlanden beteiligen sich nach Polizeiangaben rund 2000 Menschen.[64]
- Straßburg/Frankreich: Stellvertretend für den seit 2012 in Saudi-Arabien inhaftierten Regimekritiker Raif Badawi, der 2014 zudem zu zehn Jahren Haft und 1000 Peitschenhieben verurteilt worden war, nimmt dessen im kanadischen Exil lebende Ehefrau den mit 50.000 Euro dotierten Sacharow-Preis des EU-Parlaments entgegen.[65]
- Washington, D.C./Vereinigte Staaten: Die US-amerikanische Notenbank (Fed) hebt den Leitzins (Federal Funds Rate) erstmals seit Februar 2010 von 0,25 auf 0,50 Prozent an.[66]

### Donnerstag, 17. Dezember 2015
- Buenos Aires/Argentinien: Nach dem Wahlerfolg der konservativen Propuesta Republicana (PRO) hebt der seit 10. Dezember 2015 amtierende Präsident Mauricio Macri einen Großteil der Devisenkontrollen auf, gibt den Wechselkurs der Währung Peso frei und streicht Exportsteuern auf wichtige Agrarprodukte.[67]
- Skhirat/Marokko: Vertreter der beiden rivalisierenden Regierungen in Libyen unterzeichnen in der marokkanischen Stadt unter Vermittlung der Vereinten Nationen und des UN-Sondergesandten Martin Kobler ein Friedensabkommen zur Beendigung des Bürgerkriegs in Libyen. Danach soll der 55-jährige Architekt Fayez as-Sarradsch neuer Ministerpräsident des Landes werden. Der Präsident des international anerkannten Parlaments in der ostlibyschen Stadt Tobruk, Aguila Saleh Issa, erklärt, das Abkommen sei verfassungswidrig und verstoße gegen die „nationale Würde“.[68][69]

### Freitag, 18. Dezember 2015
- Caracal/Rumänien: Auf dem Militärflugplatz Deveselu nehmen die Vereinigten Staaten das Aegis Ashore Missile Defense System (AAMDS) zur Abwehr ballistischer Raketen offiziell in Betrieb. Es ist ein Element des NATO-Raketenabwehrprogramms European Phased Adaptive Approach (EPAA) und ist der 6. US-Flotte unterstellt.[70]
- Cizre/Türkei: Bei Einsätzen der türkischen Streitkräfte gegen die Untergrundorganisation Arbeiterpartei Kurdistans (PKK) in den Städten Silopi und Cizre werden 55 PKK-Kämpfer getötet.[71]
- Marl/Deutschland: Mit der Zeche Auguste Victoria der RAG Aktiengesellschaft wird das drittletzte Steinkohlen-Bergwerk in Deutschland geschlossen.[72]
- New York City/Vereinigte Staaten: Der Sicherheitsrat der Vereinten Nationen beschließt einstimmig einen Friedensplan für das vom Bürgerkrieg gezeichnete Syrien. Grundlage bildet ein Aktions- und Zeitplan, der am 24. November 2015 in Wien beschlossen wurde.[73][74]
- Selby/Vereinigtes Königreich: Mit dem Steinkohlebergwerk Kellingley der UK Coal Production in Beal im Distrikt Selby in der Grafschaft North Yorkshire wird die letzte britische Untertage-Kohlemine geschlossen.[75]
- Victoria/Seychellen: Mit 50,15 Prozent der Stimmen gewinnt Amtsinhaber James Alix Michel die Stichwahl um das Amt des Präsidenten gegen Wavel Ramkalawan.[76]

### Samstag, 19. Dezember 2015
- Addis Abeba/Äthiopien: Die Menschenrechtsorganisation Human Rights Watch berichtet von Einsätzen von Polizisten und Soldaten gegen Demonstranten, bei denen seit Anfang Dezember mindestens 75 Menschen getötet wurden. Zur Vergrößerung der Hauptstadt wird der größten Volksgruppe des Landes, den Oromo, Land enteignet.[77][78]
- Dscharamana/Syrien: Bei einem Angriff der israelischen Luftwaffe im Bürgerkriegsland Syrien wird der libanesische Extremist und PLF-Aktivist Samir Kuntar getötet und dessen Wohnhaus völlig zerstört.[79]
- Falludscha/Irak: Bei einem US-amerikanischen Luftangriff im Rahmen der Operation Inherent Resolve kommt es zu einem Friendly-Fire-Zwischenfall, bei dem mindestens neun Soldaten der irakischen Streitkräfte getötet werden.[80]
- Haddscha/Jemen: Bei schweren Kämpfen zwischen jemenitischen Regierungssoldaten, die von Saudi-Arabien aus eine Offensive gegen die Huthi-Rebellen begonnen hatten, werden mindestens 68 Menschen getötet. Eine Militärintervention unter Führung Saudi-Arabiens unterstützt die Regierungssoldaten durch Luftangriffe. Die Friedensgespräche im schweizerischen Magglingen bei Bern werden daraufhin ausgesetzt.[81][82]

### Sonntag, 20. Dezember 2015
- Ljubljana/Slowenien: Bei einem Referendum um die Gleichbehandlung von gleichgeschlechtlichen Paaren im Eherecht sprechen sich 63,5 Prozent der Wähler dagegen aus, 36,5 Prozent der Wähler stimmen dafür.[83]
- Madrid/Spanien: Bei den Parlamentswahlen bleibt die konservative Partido Popular unter Ministerpräsident Mariano Rajoy trotz großer Verluste weiterhin stärkste Partei. Die erstmals zur Wahl stehende linkspopulistische Partei Podemos und die liberal-zentristische Ciudadanos erhalten großen Zulauf. Damit ist die Regierungsbildung erstmals seit 1982 völlig offen.[84]
- Mombasa/Kenia: Eine Boeing 707-328ER der Fluggesellschaft Air France auf dem Flug 463 von Mauritius nach Paris muss auf dem kenianischen Flughafen Mombasa aufgrund einer Bombenattrappe in der Bordtoilette notlanden.[85][86]
- Shenzhen/China: Durch einen Erdrutsch werden im Industriepark Liuxi Dutzende Gebäude völlig zerstört und mindestens 90 Menschen vermisst.[87]
- Termiz/Usbekistan: Die deutsche Bundeswehr schließt den seit Februar 2002 betriebenen Strategischen Lufttransportstützpunkt Termez.[88]
- Yokohama/Japan: Der FC Barcelona gewinnt nach einem 3:0-Finalsieg gegen den argentinischen Club Atlético River Plate aus Buenos Aires die Klub-Weltmeisterschaft im Fußball.[89]

### Montag, 21. Dezember 2015
- Bremen/Deutschland: Das Verwaltungsgericht Bremen stellt massive Wahlmanipulationen bei der Bürgerschaftswahl in Bremen vom 10. Mai 2015 durch Gymnasialschüler als ehrenamtliche Helfer fest. Nach einer Neuauszählung überschreitet danach die AfD die Fünf-Prozent-Hürde in Bremerhaven und erzielt ein Mandat. Die SPD muss einen Sitz im Landesparlament abgeben. Im Januar 2016 soll auch das Ergebnis der Partei BiW gerichtlich korrigiert werden.[90][91]
- Tscharikar/Afghanistan: Nahe dem Ort Bajawryan und dem US-Luftwaffenstützpunkt Bagram werden bei einem Selbstmordanschlag der Taliban mindestens sieben Menschen, darunter sechs US-Soldaten, im Rahmen der NATO-Unterstützungsmission Resolute Support getötet.[92]

### Dienstag, 22. Dezember 2015

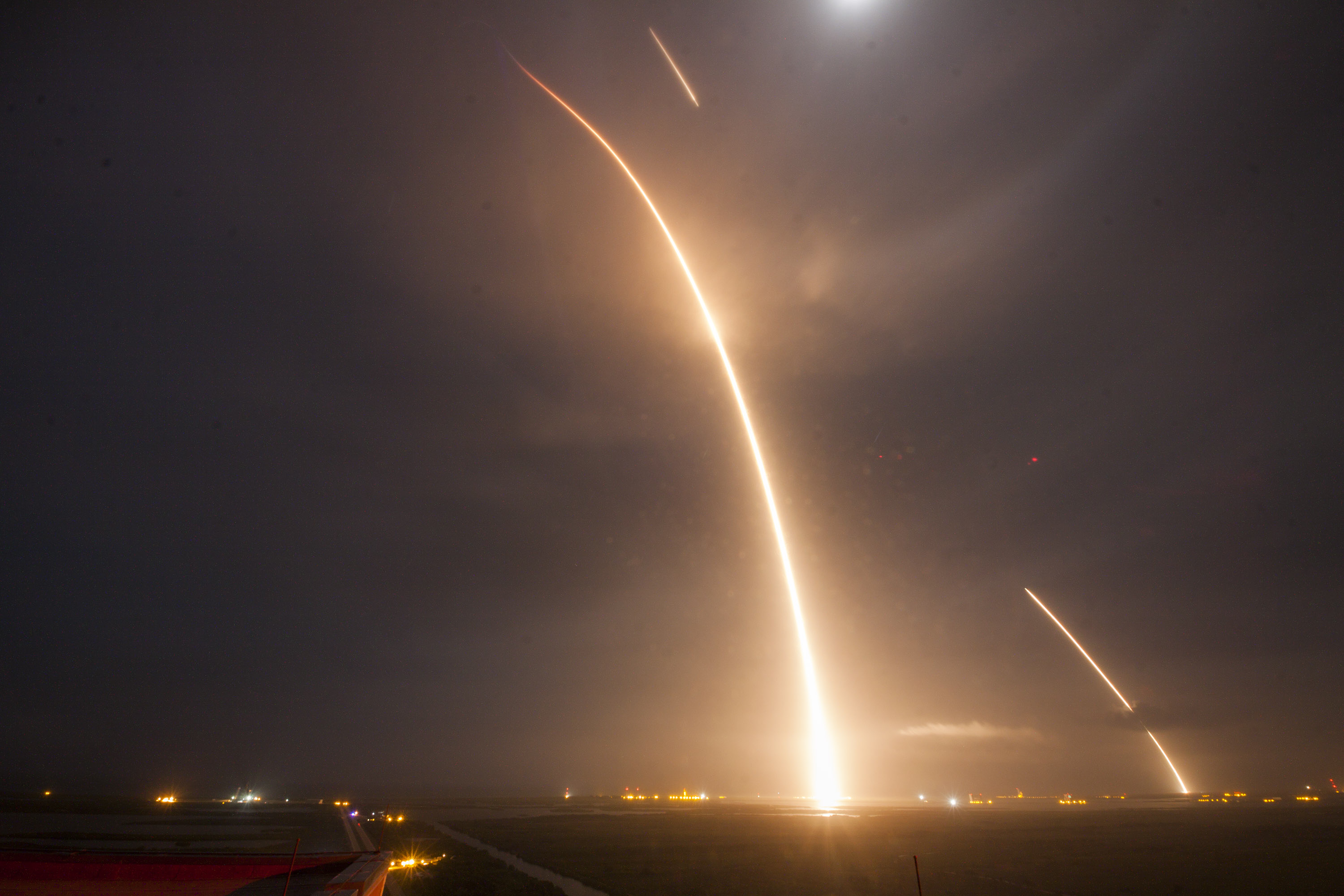
Start, Wiedereintritt in die Erdatmosphäre und Landung der Falcon-9

- Cape Canaveral/Vereinigte Staaten: Dem US-Raumfahrtunternehmen SpaceX gelingt es beim Falcon-9-Flug 20 erstmals, die erste Stufe einer Falcon-9-Trägerrakete sicher aus dem Weltraum auf die Erde zurückzufliegen.[93]
- Harare/Simbabwe: Nach einem Schuldenerlass von über 40 Millionen US-Dollar durch die Volksrepublik China führt das Land neben dem US-Dollar und dem Südafrikanischen Rand auch den chinesischen Renminbi (Yuan) als offizielles Zahlungsmittel ein. Aufgrund der hohen Inflation wurde die eigene Währung, der Simbabwe-Dollar, bereits zum 1. Oktober 2015 aufgegeben.[94]
- Ramadi/Irak: Mit einem Umfang von rund 10.000 Mann beginnen die irakischen Streitkräfte zusammen mit Polizeikräften und örtlichen Milizen eine Offensive zur Rückeroberung der vom Islamischen Staat (IS) kontrollierten und eingekesselten Stadt.[95]

### Mittwoch, 23. Dezember 2015
- Aachen/Deutschland: Das Karlspreisdirektorium und die Stadt Aachen geben bekannt, Papst Franziskus 2016 für seine Verdienste um die europäische Einigung mit dem Karlspreis auszuzeichnen.[96]
- Istanbul/Türkei: Auf dem Flughafen Istanbul-Sabiha Gökçen kommt es nahe einer geparkten Boeing 737-800 der Pegasus Airlines zu mindestens einer Explosion, bei der eine der beiden sich an Bord befindlichen Reinigungskräfte getötet und eine andere verletzt wird. Flugzeuge und Scheiben eines Terminals in unmittelbarer Nähe werden beschädigt.[97]
- Mogadischu/Somalia: Staatspräsident Hassan Sheikh Mohamud verbietet das Weihnachts- und Neujahrsfest in seinem Land und weist die Sicherheitskräfte an, entsprechende Veranstaltungen zu unterbinden, da sie ein Verstoß gegen die islamische Kultur (ʿAqīda) darstellen würden. Ausländische Diplomaten, Hilfsarbeiter und Soldaten, die im streng bewachten Gebiet am Flughafen leben, sind von dem Verbot ausgenommen und dürfen private Feiern abhalten. Zuvor hatte bereits der Sultan von Brunei, Hassanal Bolkiah, Weihnachtsfeiern nur für Nichtmuslime in ihren Gemeinden erlaubt, wenn diese zuerst die Behörden informieren.[98][99]
- New York City/Vereinigte Staaten: Der Sicherheitsrat der Vereinten Nationen begrüßt einstimmig das Friedensabkommen für Libyen und stellt sich hinter die Vereinbarung vom 17. Dezember 2015 zur Bildung einer libyschen Einheitsregierung im Januar 2016. Er fordert zudem, den Ölhandel mit Terrormilizen zu verbieten und Libyen im Kampf gegen die Terrororganisationen Islamischer Staat (IS) und Ansar al-Scharia zu unterstützen.[100]
- Tiflis/Georgien: Der georgische Premierminister Irakli Gharibaschwili (GT) gibt überraschend und ohne Angabe von Gründen seinen Rücktritt bekannt.[101]

### Donnerstag, 24. Dezember 2015
- Chautara/Nepal: Nach dem schweren Erdbeben im April 2015 ist die Versorgungslage für die Erdbebenopfer katastrophal. Durch den Wintereinbruch droht vielen Menschen nun der Kältetod. Eine Blockade an der Grenze zu Indien erschwert die internationalen Hilfsmaßnahmen.[102][103]
- Deir ez-Zor/Syrien: Der Terrormiliz Islamischer Staat (IS) gelingt die Einnahme eines in der ostsyrischen Provinz gelegenen Industriegebietes, das zuvor von regimetreuen Truppen gehalten worden war. Dabei kommen mindestens 26 Regimetreue und zwölf IS-Kämpfer ums Leben. Zuvor vermeldeten Sprecher der im zentralirakischen Ramadi gegen den IS kämpfenden Koalition Fortschritte bei der Befreiung der sich seit Mai 2015 unter Kontrolle der Terroristen befindlichen Stadt.[104][105]
- Dschāzān/Saudi-Arabien: Bei einem Brand im Jazan General Hospital kommen 31 Personen ums Leben und mindestens 107 werden verletzt.[106]
- Mailand/Italien: Wegen Smog und erhöhter Feinstaubbelastung verhängt die Stadt für den 28. bis 30. Dezember für sechs Stunden ein Fahrverbot für private Fahrzeuge. Zuvor gab es bereits in Rom Fahrverbote.[107][108]
- Neu-Delhi/Indien: Auch in der indischen Hauptstadt gibt es eine hohe Smog-Belastung und gefährliche Feinstaubemissionen. Regierungschef Arvind Kejriwal ordnet erstmals Fahrverbote ab dem 1. Januar 2016 an.[109]

### Freitag, 25. Dezember 2015
- Asunción/Paraguay: Nach heftigen Unwettern steigt der Hochwasserpegel des Río Paraguay weiter an. Über 125.000 Haushalte sind ohne Strom. Im ganzen Land mussten bereits 130.000 Menschen ihre Häuser verlassen.[110]
- Damaskus/Syrien: Durch ein unter Vermittlung der Vereinten Nationen ausgehandeltes Abkommen zwischen der syrischen Regierung unter Baschar al-Assad und der Terrororganisation Islamischer Staat (IS) wird es insgesamt mehr als 3500 Bewaffneten sowie Zivilisten ermöglicht, aus den südlichen Stadtvierteln abzuziehen und in vom IS kontrollierte Gebiete gebracht zu werden. Diese Einigung solle die Präsenz des IS und anderer Islamisten in der Hauptstadt beenden.[111]
- Duma/Syrien: Der Führer der von Saudi-Arabien unterstützten islamistischen Rebellenorganisation Dschaisch al-Islam, Zahran Alloush, wird nahe dem südlich von Duma gelegenen Ort Otaya durch einen mutmaßlich russischen Luftangriff getötet. Alloush – ebenfalls Militärchef der Islamischen Front – kam 2011 in einer Amnestie der syrischen Regierung aus dem Gefängnis Sednaya bei Damaskus frei.[112]
- Guiyang/China: Die 1130 Meter lange Qingshui-Brücke in der chinesischen Provinz Guizhou wird offiziell in Betrieb genommen und verkürzt die Entfernung zwischen der Provinzhauptstadt Guiyang und der Kreisstadt Weng’an. Sie ist mit 406 Metern Höhe eine der weltweit höchsten Brücken.[113]

### Samstag, 26. Dezember 2015
- Belgrad/Serbien: Der serbische Innenminister Nebojša Stefanović erklärt, dass bei Razzien 79 Personen wegen Geldwäsche, Bestechung, Urkundenfälschung und Amtsmissbrauch festgenommen wurden, darunter auch mehrere Bürgermeister und Unternehmer. Unter den Festgenommenen befindet sich nach Angaben der Tageszeitung Blic außerdem der ehemalige Handelsminister Slobodan Milosavljević.[114][115]

### Sonntag, 27. Dezember 2015
- Ramadi/Irak: Die irakische Armee verkündet, dass mit der Einnahme des Regierungsgebäudes der letzte Rückzugsort des IS gefallen und die Provinzhauptstadt somit vollständig befreit sei. Iraks Premier Haider al-Abadi spricht von einem „großen Sieg“ seiner Einheiten. Die zur finalen Rückeroberung der Stadt begonnene Offensive startete am 22. Dezember 2015 mit Unterstützung internationaler Luftangriffe.[116][117]

### Montag, 28. Dezember 2015
- Beirut/Libanon: Unter Vermittlung der Vereinten Nationen (UN) werden rund 330 verletzte schiitische Hisbollah-nahe Kämpfer und Zivilisten aus nordwestlichen Provinzen Syriens nach Beirut, weitere 130 sunnitische Kämpfer aus dem belagerten Sabadani in die Türkei ausgeflogen. Die UN-Vermittlungen zwischen verschiedenen Konfliktparteien im syrischen Bürgerkrieg sollen zu örtlichen Waffenruhen und der Errichtung „sicherer Passagen“ führen.[118]
- Homs/Syrien: Im Stadtteil Sahra werden bei zwei Anschlägen durch eine Autobombe und einen Selbstmordattentäter der Terrororganisation Islamischer Staat (IS) mindestens 37 Menschen getötet und rund 90 weitere verletzt.[119]
- Seoul/Südkorea: Die Regierungen Japans und Südkoreas erzielen im jahrzehntelangen Streit um die historische Bewertung und Entschädigungszahlungen für die Zwangsprostitution koreanischer Frauen während des Zweiten Weltkriegs eine Einigung.[120]
- Warschau/Polen: Polens Präsident Andrzej Duda setzt mit seiner Unterschrift eine auch international stark kritisierte Reform der Bestimmungen zum polnischen Verfassungsgericht in Kraft.[121]

### Dienstag, 29. Dezember 2015
- Jerusalem/Israel: Das Oberste Gericht verurteilt den ehemaligen Ministerpräsidenten Ehud Olmert (Kadima) wegen Korruption zu einer Haftstrafe von 18 Monaten. In seiner Zeit als Handelsminister hat Olmert Bestechungsgelder in Höhe von 60.000 Schekel (circa 14.000 Euro) angenommen.[122]
- Mardan/Pakistan: Die islamistische Miliz Jamaat-ul-Ahrar tötet durch einen Selbstmordanschlag vor einem Regionalbüro der National Database and Registration Authority (NADRA) mindestens 26 Menschen und verletzt 45 weitere.[123]
- Ouagadougou/Burkina Faso: Der neue Staatspräsident Roch Marc Christian Kaboré tritt sein Amt an und löst den bisherigen Übergangspräsidenten Michel Kafando ab.[124]
- Teheran/Iran: Der Leiter der iranischen Atomenergieorganisation, Ali Akbar Salehi, gibt den Abtransport von 11.000 Kilogramm niedrig angereicherten Urans auf dem Schiffsweg nach Russland bekannt. Damit ist neben der Reduzierung der Anzahl der Zentrifugen eine der wichtigsten Verpflichtungen des Irans im Atomabkommen vom 14. Juli 2015 erfüllt.[125]

### Mittwoch, 30. Dezember 2015

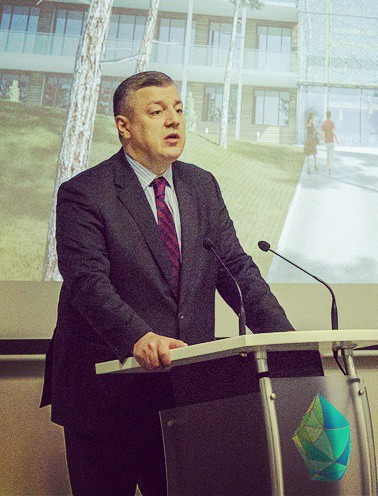
Giorgi Kwirikaschwili

- Bangui/Zentralafrikanische Republik: Die Präsidentschafts- und Parlamentswahlen finden statt. Rund 11.000 UN-Blauhelmsoldaten der Stabilisierungsmission MINUSCA befinden sich zur Absicherung der Wahlen im Land.[126]
- Tiflis/Georgien: Der bisherige Außenminister Giorgi Kwirikaschwili wird im Parlament mit 86 zu 28 Stimmen zum neuen Premierminister und Nachfolger von Irakli Gharibaschwili gewählt.[127][128]

### Donnerstag, 31. Dezember 2015
- Arusha/Tansania: Der Internationale Strafgerichtshof für Ruanda (ICTR) stellt seine Arbeit ein. In 21 Jahren wurde gegen 93 Personen Anklage erhoben, 61 für schuldig befunden und 14 freigesprochen.[129]
- Berlin/Deutschland: Mit der Abschaltung der Mittelwellen-Sender von Deutschlandradio werden die letzten deutschen Stationen aus diesem Frequenzbereich stillgelegt. Der Rundfunk in Deutschland begann am 29. Oktober 1923 durch einen Mittelwelle-Sender auf dem Vox-Haus.[130][131]
- Brüssel/Belgien: Wegen Terrorgefahr sagt der Bürgermeister der Stadt Brüssel, Yvan Mayeur, in Abstimmung mit Innenminister Jan Jambon das öffentliche Silvesterfeuerwerk und alle zugehörigen Veranstaltungen ab. Im Vorjahr kamen rund 100.000 Besucher. Nach Ermittlungen der Staatsanwaltschaft sollen nach der Verhaftung von zwei verdächtigen Personen zur Jahreswende Anschläge an mehreren „symbolträchtigen Orten“ geplant sein.[132]
- Dubai/Vereinigte Arabische Emirate: Bei einem Großbrand im Dubaier The Address Downtown Dubai Hotel werden 14 Menschen leicht sowie ein weiterer schwer verletzt. Das Hotel befindet sich in einem Hochhaus nahe dem Burj Khalifa.[133][134]
- Rom/Italien: In insgesamt 850 Kommunen wird aus verschiedenen Gründen ein Verbot für Knall- und Feuerwerkskörper an Silvester ausgesprochen, darunter in den Städten Bari, Bergamo, Bologna, Brescia, Cortina d’Ampezzo, Genua, Lucca, Mailand, Palermo, Pescara, Siena, Trient und Ventimiglia.[135]

## Weblinks

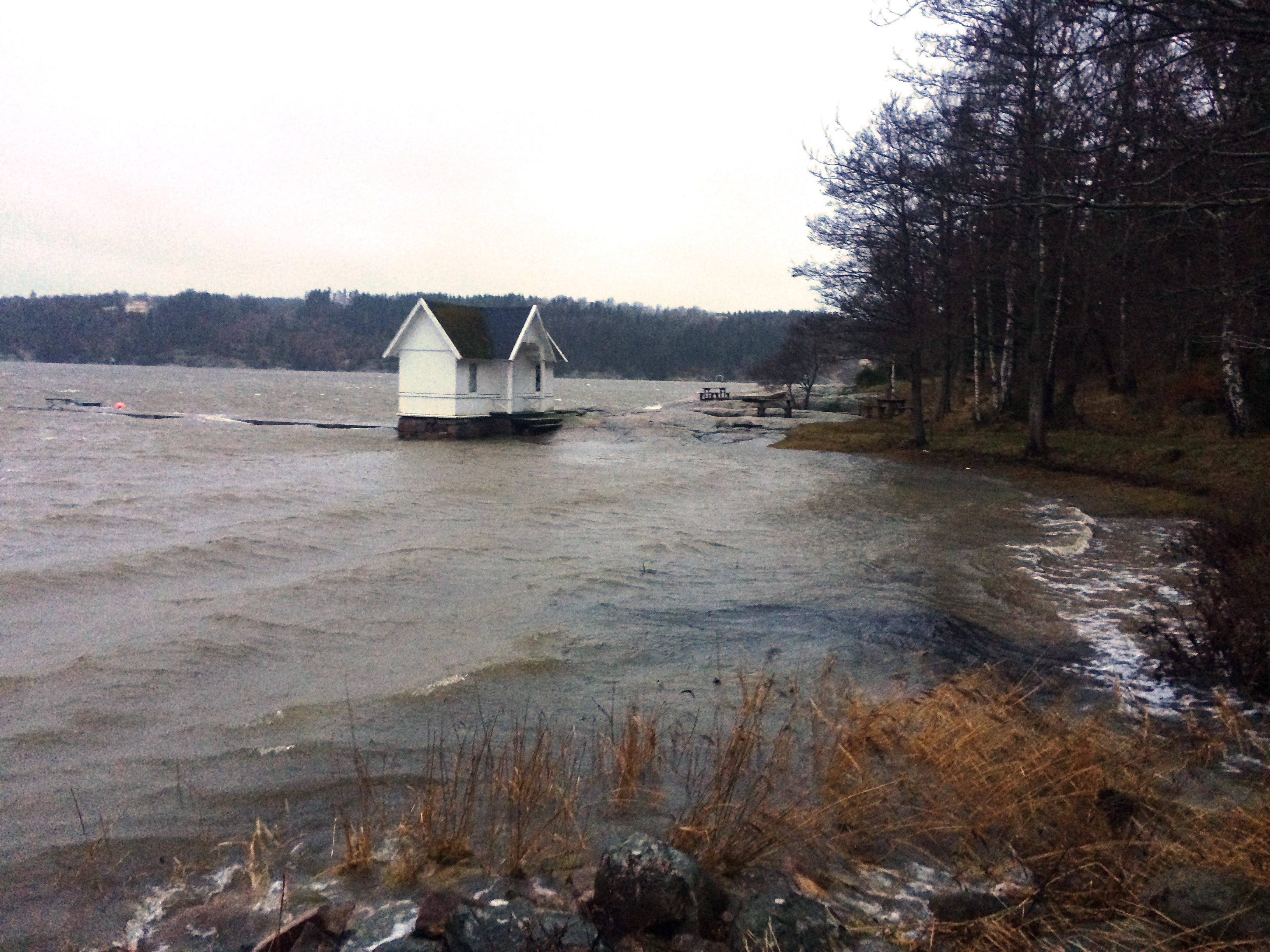
Norwegen im Dezember 2015